# باد إلستر
باد الستر (بالألمانية: Bad Elster) هي بلدة ألمانية تقع في ألمانيا في ساكسونيا. يقدر عدد سكانها بـ 4,032 نسمة .

## المدن التوأمة
مدينة باد فالدزيه هي مدينة توأمة لـباد الستر.